# Lamachus virginianus
Lamachus virginianus là một loài tò vò trong họ Ichneumonidae.